# ردباد
ردباد (به انگلیسی: Red bad) یک فیلم درام هلندی محصول سال ۲۰۱۸ به کارگردانی رول رین است. داستان این فیلم بر اساس زندگی ردباد، پادشاه قرون وسطی فریسیا می‌باشد. این فیلم به عنوان دنباله‌ای بر فیلم میشل د رایت (فیلم ۲۰۱۵) محسوب می‌شود.

## داستان
جنگی بسیار دشوار و نفسگیر بین ردباد پادشاه فریزیا و دشمن قدیمیش پپین دوم بر سر تخت پادشاهی رخ می‌دهد که… 

## بازیگران
- گیجس نابر
- جاناتان بنکس
- هاب استیپل
- سورن مالینگ
- رنه سوئدیجک
- لیزا اسمیت
- لویس هاورکورس
- اگبرت-جان وبر
- تیبو وندنبوره
- بریت لاچر
- جک واترس
- دافنه ولنز
- تون کوئیل‌بوئر
- درک د لینت
- مارک ون ایوون
- بیرخیت اسخورمان
- ژن بروموث
- مارتیجین فیشر